# The Punisher (videogioco 1993)
The Punisher (パニッシャー?, Panisshā) è un videogioco di tipo picchiaduro a scorrimento orizzontale, sviluppato e pubblicato nel 1993 dalla Capcom.
È l'unico videogioco arcade basato sul Punitore, popolare antieroe dei fumetti Marvel Comics, e in esso figurano vari personaggi e ambientazioni dell'opera su carta.
Dopo il grande successo ottenuto con il titolo Final Fight la Capcom tentò di sfruttare al massimo il motore di tale gioco per produrre altri picchiaduro simili, appoggiandosi anche al mondo dei fumetti come in questo caso e in Cadillacs and Dinosaurs, uscito lo stesso anno.

## Trama
Frank Castle, ex marine statunitense reduce dal Vietnam, vede la propria famiglia massacrata da un clan mafioso guidato da Bruno Costa, intento in un regolamento di conti: l'evento lo trasformerà nel Punitore, un violento vigilante che vive nell'obiettivo di vendicarsi, aiutato da Nick Fury e dall'organizzazione S.H.I.E.L.D.
Scoprirà a sue spese che Costa non è altro che un pesce piccolo in quell'oceano che è la malavita newyorkese, primeggiata dal feroce Kingpin.

## Modalità di gioco
The Punisher presenta il medesimo gameplay di altri titoli Capcom come Final Fight e Captain Commando, con la sola variante che i personaggi utilizzabili sono solamente due (il Punitore e Nick Fury), e con il medesimo set di mosse: è facile intuire che lo sforzo della compagnia si è concentrato sull'ampiezza del set di mosse stesso, che presenta un gran numero di varianti; combinando i due pulsanti (attacco e salto) è possibile effettuare combo di pugni, calci rotanti, calci con capriola, calci volanti in sospensione ed in planata, rotolare a terra ed attaccare con un calcio a martello, afferrare l'avversario e picchiarlo oppure proiettarlo con due differenti tipi di prese, effettuare un piledriver o lanciare l'avversario in salto. È presente la classica mossa speciale dei picchiaduro Capcom, ovvero una tecnica eseguibile premendo contemporaneamente entrambi i pulsanti che permette al protagonista di atterrare tutti gli avversari attorno a lui ma sacrificando dell'energia; questa tecnica è effettuabile anche mentre si afferra l'avversario, con l'eroe che afferra il nemico per le gambe e lo fa roteare prima di scagliarlo.
Durante il gioco è possibile raccogliere varie armi da utilizzare contro i nemici: tra queste si possono raccogliere delle granate che il giocatore accumula, e sono utilizzabili premendo entrambi i pulsanti contemporaneamente in fase di salto o quando il giocatore ha pochissima energia.
Un'ulteriore novità introdotta nel gioco è la presenza di fasi del gioco stesso durante le quali il personaggio guidato dal giocatore estrae una pistola e con il pulsante di attacco fa fuoco sul nemico indicato da un mirino, posizionato automaticamente dalla CPU.
Il giocatore può interagire con diversi elementi dello scenario, ed ha la possibilità di sfasciare automobili parcheggiate o rompere vetrate.
Il giocatore ha a disposizione tre vite, ed ogni vita prevede dell'energia, recuperabile grazie a del cibo che si può trovare lungo il percorso.
È possibile continuare una partita terminata inserendo un nuovo credito: nella scena di fine partita con il conto alla rovescia si può notare Microchip che tenta disperatamente di rianimare il Punitore o Nick Fury.
Nella versione giapponese del gioco le tecniche speciali di calcio che prevedono fuoriuscita di sangue all'avversario colpito sono state modificate, presentando una fiamma blu al piede del personaggio, con il nemico colpito che finisce avvolto da fiamme azzurre.
Il gioco è composto da sei livelli. Al termine del terzo si accede ad un bonus chiaramente ispirato da Street Fighter II, nel quale con la pistola si devono eliminare tutti i barili che cadono dall'alto.
Analizzando il codice sorgente del gioco si scopre che esiste un livello nascosto, probabilmente un bonus, ambientato all'interno di un aereo, nel quale sono presenti molte hostess da liberare: potrebbe trattarsi di un livello incompleto e quindi non accessibile dal giocatore, ma incluso nel codice del prodotto finale.

### Livelli
- "Ritorno in guerra"

Si inizia il gioco con il Punitore che fa irruzione in una banca durante una rapina da parte degli uomini di Bruno Costa; successivamente scatta l'inseguimento a Costa stesso che porta l'eroe a bordo di un autobus sequestrato dagli scagnozzi del criminale; si affrontano nemici di vari tipi, tra questi alcuni karateka in gi.
Il boss di fine livello è Chester Scully, personaggio realmente presente nel fumetto negli episodi 22 e 23 di agosto e settembre 1989: è un energumeno con ottime doti di agilità e qualche conoscenza di arti marziali, ma sempre piuttosto prevedibile nei suoi attacchi; una volta sconfitto rivelerà l'ubicazione della dimora di Bruno Costa, ovvero il castello Pantaberde, in Florida; se il giocatore guida il Punitore, questi sparerà a Scully in seguito alla rivelazione, con un colpo di pistola (ma senza riuscire a ucciderlo, come si scoprirà in seguito); se viene usato Fury, quest'ultimo si limiterà a tramortirlo con un calcio.
- "Raid a Pantaberde"

Il Punitore fa irruzione nel palazzo di Costa attraverso il condotto di scarico della piscina presente nel giardino dell'edificio. Il giocatore dovrà sbarazzarsi di parecchi nemici sia all'esterno che all'interno della villa, tra questi tre curiose kunoichi armate con una katana (che ritorneranno nei successivi livelli, anche più volte) e i ben noti mobster tirapiedi di Bruno Costa, che riportano i nomi presenti anche nel fumetto: sono infatti presenti nel gioco Luis Allegre, Hannigan, Kolsky e Skinner.
Una volta messo Bruno Costa con le spalle al muro questi viene ucciso tra lo stupore generale dal raggio laser di Guardroid, un enorme androide programmato da Kingpin per eliminare Costa, ritenuto ormai inutile, e il Punitore: esso sarà il boss del livello.
- "Guerra sul litorale"

Per stanare Kingpin, il Punitore prova a mettergli i bastoni tra le ruote nei suoi traffici: nel terzo livello si combatte di notte in una zona del porto contro numerosi gangster.
In questo livello compaiono per la prima volta i Pretty Boy e i Pretty Head, membri dei Reavers, un clan di cyborg criminali.
Il boss di questo livello, Bonebreaker, è anch'egli uno dei Reavers; lo si affronta all'interno di un magazzino del porto; ha come arma principale un lanciafiamme e può sparare razzi dalla parte cingolata del corpo.
- "Morte sui binari"

Il successivo obbiettivo del S.H.I.E.L.D. è una locomotiva che agisce da quartier generale mobile per i traffici di droga di Kingpin, facendo la spola tra i campi sotterranei e i magazzini. Il livello è ambientato sulle rotaie e a bordo del treno.
Il boss del livello è Bushwacker, mercenario munito di braccio cibernetico trasformabile in un cannone; egli è in grado di effettuare la Spinning Clothesline (Braccio Teso Rotante) di Mike Haggar, personaggio di Final Fight e di altri picchiaduro Capcom; al termine del combattimento il treno esplode.
- "L'ira di Kingpin"

Kingpin chiede esplicitamente ai propri tirapiedi di portargli la testa del Punitore (o di Fury, o di entrambi se si gioca in due). La lotta avviene nelle fogne che celano il nascondiglio di Castle; alla fine si sbuca in una foresta.
Il boss finale è Guardroid2, molto più potente, veloce ed abile del Guardroid boss del secondo livello, e in questo caso è sempre supportato da nemici comuni vari.
- "Punizione finale"

L'ultimo livello è il covo di Kingpin, un enorme grattacielo dal nome "King's building", nel quale il protagonista fa irruzione dall'ultimo piano aprendo un buco nel muro con un bazooka. Si prosegue lungo un corridoio - al termine del quale bisogna sostenere un nuovo scontro con Chester Scully, che morirà veramente questa volta - per poi saltare sulla parte superiore di un ascensore, dove si affronterà Mosaico: questi appare diverso dal fumetto (veste come un paramilitare) e con un ruolo apparentemente meno importante. Successivamente si passa nella stanza dove si controllano gli ascensori, per poi forare il pavimento con granate e scendere nella stanza dove si trova Kingpin.
Kingpin stesso è il boss finale; dopo la sua sconfitta l'edificio crolla e il Punitore e Nick Fury fuggono a bordo di un furgone; una nota finale riporta il numero di nemici uccisi e il fatto che il cadavere di Kingpin non è stato trovato.
Se si termina il gioco senza mai continuare con nuovi crediti si assisterà ad un finale alternativo.

## Edizioni
1. Arcade (1993)
2. Mega Drive (1994)
3. MARVEL vs. CAPCOM Fighting Collection Arcade Classics (2024) vari dispositivi.[1]

Nel 2002 la All-In Co. realizzò un bootleg del gioco per il mercato cinese dal nome Biaofeng Zhanjing, versione non ufficiale che utilizzava suoni presi da Final Fight.

## Colonna sonora
Il 20 agosto 1993 la Pony Canyon/Scitron pubblicò un'edizione limitata della colonna sonora del gioco, presente in Tenchi wo Kurau II The Battle of Red Wall : G.S.M. Capcom 7 (PCCB-00133).